# Black Widow (film)
Pour les articles homonymes, voir Black Widow et Veuve noire (homonymie).
Série l'univers cinématographique Marvel
Spider-Man: Far From Home
(2019) Shang-Chi et la Légende des Dix Anneaux
(2021)
Pour plus de détails, voir Fiche technique et Distribution.
Black Widow est un film de super-héros américain  réalisé par Cate Shortland, sorti en 2021.
Vingt-quatrième film de l'univers cinématographique Marvel et le premier de la phase IV, il est centré sur le personnage de la Veuve noire, et plus précisément sur la première incarnation du personnage, Natasha Romanoff. Scarlett Johansson y reprend le rôle de Romanoff pour la première fois en tant que personnage central de l'intrigue après l'avoir interprété dans les films sur l'équipe des Avengers ainsi que dans plusieurs autres centrés sur d'autres héros de l'univers cinématographique. Le film introduit également la seconde incarnation de Black Widow, Yelena Belova, incarnée par Florence Pugh.
Le film se déroule après les événements de Captain America: Civil War (2016) et met en scène Natasha alors qu'elle doit faire face à une ancienne menace qui la pousse à renouer le contact avec des personnes qu'elle a connues plusieurs années avant de devenir membre des Avengers.
Le film débute après les événements en Allemagne, où Natasha était aux côtés d'Iron Man, et bien avant la bataille contre Thanos, Natasha Romanoff est en cavale. Alors qu'elle s'est réfugiée en Norvège, elle est attaquée par Taskmaster, qui semble être intéressé par le contenu d'une mystérieuse valise envoyée à Natasha. Après lui avoir échappé, Natasha découvre que la valise lui a été envoyée par Yelena Belova, une autre jeune femme issue du programme Black Widow. Enfants, Natasha et Yelena avaient été envoyées en mission d'espionnage dans l'Ohio aux États-Unis avec deux autres agents russes, Alexei Shostakov et Melina Vostokoff, afin de se faire passer pour une famille, pour pouvoir dérober des documents au SHIELD. Yelena dévoile à Natasha que la Chambre Rouge, lieu de formation du programme, existe toujours et que son directeur, le général Dreykov, est encore en vie alors que Natasha pensait l'avoir tué et par conséquent, avoir mis fin au programme.
Prévu à l'origine pour une sortie au printemps 2020, il rencontre plusieurs reports dus à la pandémie de Covid-19. L'industrie cinématographique étant toujours fortement affectée par la pandémie lors de son quatrième report, il fait partie des films proposés dans certains pays en simultané au cinéma et sur le service Disney+ en achat numérique via le programme Accès premium. En juillet 2021, Scarlett Johansson attaque Marvel en justice, pour avoir sorti le film en streaming, réduisant les recettes en salles auxquelles elle était intéressée. Le différend est réglé à l'amiable en deux mois.

## Synopsis
En 1995, le super-soldat Alexei Shostakov et l'espionne Melina Vostokoff, des agents russes infiltrés, vivent en « famille » dans l'Ohio avec leurs filles de substitution Natasha Romanoff et Yelena Belova. Après avoir terminé leur mission, qui consistait à voler des informations au SHIELD, ils s'échappent à Cuba et retrouvent leur patron, le général Dreykov, qui fait emmener de force Natasha et Yelena vers la Chambre Rouge pour devenir des assassins à son service. 
En 2016, après avoir violé les accords de Sokovie, Natasha est en cavale. Elle parvient à échapper au secrétaire d'État Thaddeus Ross et s'enfuit en Norvège, où elle trouve de l'aide auprès de son ami Rick Mason. Pendant ce temps, au cours d'une mission au Maroc, Yelena tue Oksana, une ancienne Veuve, qui lui projette un gaz synthétique à la figure, neutralisant l'agent chimique introduit par la Chambre Rouge qui la contrôle. Yelena envoie le reste des flacons à Natasha dans une mallette, espérant qu'elle enverra les Avengers pour libérer les autres Veuves. Un soir, alors que Natasha est en voiture sans connaître l'utilité des fioles se trouvant dans son coffre, elle est attaquée par Taskmaster, le projet spécial de Dreykov, dont la mission consiste à récupérer les flacons. Romanoff parvient à s'échapper avec les fioles et y trouve une photo de son enfance en compagnie de Yelena. Toutes les deux se retrouvent à Budapest, où Natasha apprend que Dreykov est vivant et que la Chambre Rouge existe toujours. Quelques instants après, elles sont attaquées par plusieurs Veuves, et une course-poursuite s'engage dans Budapest. Taskmaster les traque en char blindé, mais elles parviennent à s'échapper, avant de retrouver Mason qui leur fournit un vieil hélicoptère Mil Mi-8.
Natasha et Yelena se promettent alors de mettre un terme aux agissements de la Chambre Rouge. Pour cela, elles commencent par faire évader Alexei de prison afin de connaître l'emplacement de Dreykov. Ce dernier leur indique qu'il n'en a aucune idée, mais qu'il pense connaître une personne qui le connaîtrait : sa femme Melina, qui vit dans une ferme à l'extérieur de Saint-Pétersbourg, où elle a développé le processus chimique qui permet de contrôler les Veuves. Sur place, alors que la famille se retrouve, Yelena révèle que même s'ils n'étaient pas une vraie famille, elle pensait que tout était réel, mais Natasha insiste en lui disant le contraire, attristant la jeune fille qui préfère s'enfermer seule avant d'être rejointe par Alexei. Plus tard, Melina discute avec Natasha, mais elle lui avoue qu'elle a contacté Dreykov pour venir les chercher. Ses agents font surface et les emmènent vers la Chambre Rouge, qui se trouve sur une structure aérienne.
En réalité, Natasha et Melina utilisent la technologie des masques faciaux pour échanger leurs rôles avant d'être capturées, permettant à Melina de libérer Alexei et Yelena. Pendant ce temps, Natasha confronte Dreykov. Elle apprend que Taskmaster est en réalité Antonia, la fille de Dreykov, défigurée par l'explosion ayant eu lieu des années plus tôt à Budapest. Son père y a également incrusté une puce dans la nuque pour qu'elle lui obéisse, faisant d'elle le soldat parfait, capable d'imiter les actions de tous ceux qu'elle affronte. Natasha tente de tuer Dreykov mais n'y parvient pas à cause d'un verrou à phéromone installé dans chaque Veuve, y compris elle. Dreykov révèle qu'il contrôle les Veuves dans le monde entier via sa console de bureau. Finalement, Natasha se brise le nez intentionnellement, sectionnant un nerf dans son passage nasal, puis attaque Dreykov. Alexei combat Taskmaster, tandis que Melina détruit un des moteurs de la structure. Yelena récupère les fioles renfermant le gaz synthétique et part à la recherche des autres Veuves, qui ont été envoyées pour protéger Dreykov. Ensemble, Alexei et Melina parviennent à enfermer Taskmaster dans une cellule.
Dreykov s'échappe alors que les Veuves attaquent Natasha, mais Yelena fait exploser les fioles, libérant les Veuves de tout contrôle mental. Natasha consulte la console de contrôle et copie les emplacements des autres Veuves dans le monde alors que la Chambre Rouge commence à exploser et à chuter. Elle récupère les deux derniers flacons d'antidote et libère Taskmaster de sa cellule. Melina et Alexei s'échappent en avion tandis qu'Yelena fait exploser l'hélicoptère de Dreykov, le tuant. Alors qu'elle est en chute libre, elle est secourue par Natasha qui lui fournit un parachute, avant que cette dernière ne chute à son tour pour combattre Taskmaster. Une fois au sol, Natasha expose Antonia à l'antidote, la libérant de l'emprise mentale. Les Veuves libérées arrivent ensuite, alors qu'Yelena, Melina et Alexei disent au revoir à Natasha. Elle confie à Yelena le dernier flacon d'antidote en lui demandant de trouver et de libérer toutes les autres femmes sous contrôle mental après que Melina a reproduit la formule. Alors qu'ils partent en compagnie des autres Veuves et d'Antonia, Natasha reste sur place et attend Ross et ses hommes, qui ne vont pas l'arrêter compte tenu de son action contre Dreykov et la Chambre Rouge.
Deux semaines plus tard, Natasha retrouve Mason, qui lui fournit un Quinjet des Avengers, puis elle s'envole, avec l'intention de libérer les Avengers emprisonnés au Raft.

### Scène post-générique
Dans la campagne du Midwest, Yelena se recueille sur la tombe de Natasha, morte après son « sacrifice » dans Avengers: Endgame. Alors qu'elle siffle en espérant entendre une réponse de sa « sœur », elle est approchée par Valentina Allegra de Fontaine. Cette dernière lui indique sa prochaine cible : Clint Barton, qu'elle désigne être responsable de la mort de Natasha sur la planète Vormir, ce qui préfigure la série Disney+ Hawkeye.

## Fiche technique
Sauf indication contraire, les informations mentionnées dans cette section peuvent être confirmées par les bases de données cinématographiques IMDb et Allociné,  présentes dans la section « Liens externes ».
- Titre original et français : Black Widow
- Réalisation : Cate Shortland
- Scénario : Eric Pearson, d'après une histoire de Jac Schaeffer et Ned Benson, d'après le personnage la Veuve noire créé par Stan Lee, Don Rico et Don Heck[2].
- Musique : Lorne Balfe
- Direction artistique : Jim Barr, Thomas Brown, Oliver Carroll, Jann K. Engel, Chris 'Flimsy' Howes, John Snow, Mike Stallion, Mark Swain, Clint Wallace et Stephen Wong
- Décors : Clint Wallace, Charles Wood (it), John Bush et Jess Royal[2]
- Costumes : Jany Temime et Lisa Lovaas
- Photographie : Gabriel Beristain
- Son : Lora Hirschberg, Dan Abrams, Eric Flickinger, Mark Lindauer, Douglas Parker, Juan Peralta, Ryan Stern
- Montage : Leigh Folsom Boyd et Matthew Schmidt (en)
- Production : Kevin Feige
  - Production exécutive : Zakaria Alaoui (Maroc), Per Henry Borch et Leifur B. Dagfinnsson (Norvège), Howard Ellis et Adam Goodman (Hongrie)
  - Production déléguée : Scarlett Johansson, Victoria Alonso (en), Brad Winderbaum, Nigel Gostelow et Louis D'Esposito (es)
  - Production associée : Jamie Christopher
  - Coproduction : Mitchell Bell et Brian Chapek
- Sociétés de production[3],[2] :
  - États-Unis : Marvel Studios et Walt Disney Pictures
  - Maroc : Zak Productions (Zakaria Alaoui)
  - Royaume-Uni : Cinesite (Europe) Ltd[4].
- Société de distribution : Walt Disney Studios Motion Pictures
- Budget : 200 millions de $[5],[6]
- Pays de production :  États-Unis,  Maroc,  Royaume-Uni
- Langues originales : anglais, russe, norvégien, hongrois, macédonien, finnois
- Format[7] : couleur (ACES) (Technicolor) - D-Cinema - 2,39:1 (Cinémascope) (Panavision) - son Dolby Atmos | Dolby Digital | IMAX 6-Track | DTS (DTS: X)
- Genres : action, aventures, espionnage, science-fiction, super-héros
- Durée : 133 minutes
- Dates de sortie[8] :
  - France, Belgique, Suisse romande, Royaume-Uni : 7 juillet 2021[9],[10],[11]
  - États-Unis, Québec : 9 juillet 2021[12]
- Classification[13] :
  - États-Unis : accord parental recommandé, film déconseillé aux moins de 13 ans (PG-13 - Parents Strongly Cautioned)[Note 1]
  - Royaume-Uni : les enfants de moins de 12 ans doivent être accompagnés d'un adulte (12A - Suitable for 12 years and over)
  - France : tous publics[14]
  - Belgique : potentiellement préjudiciable jusqu'à 12 ans (Mogelijk schadelijk voor kinderen onder de 12 jaar)[10],[15]
  - Suisse romande : interdit aux moins de 12 ans[16]
  - Québec : tous publics - déconseillé aux jeunes enfants (G - General Rating)[12]

## Distribution

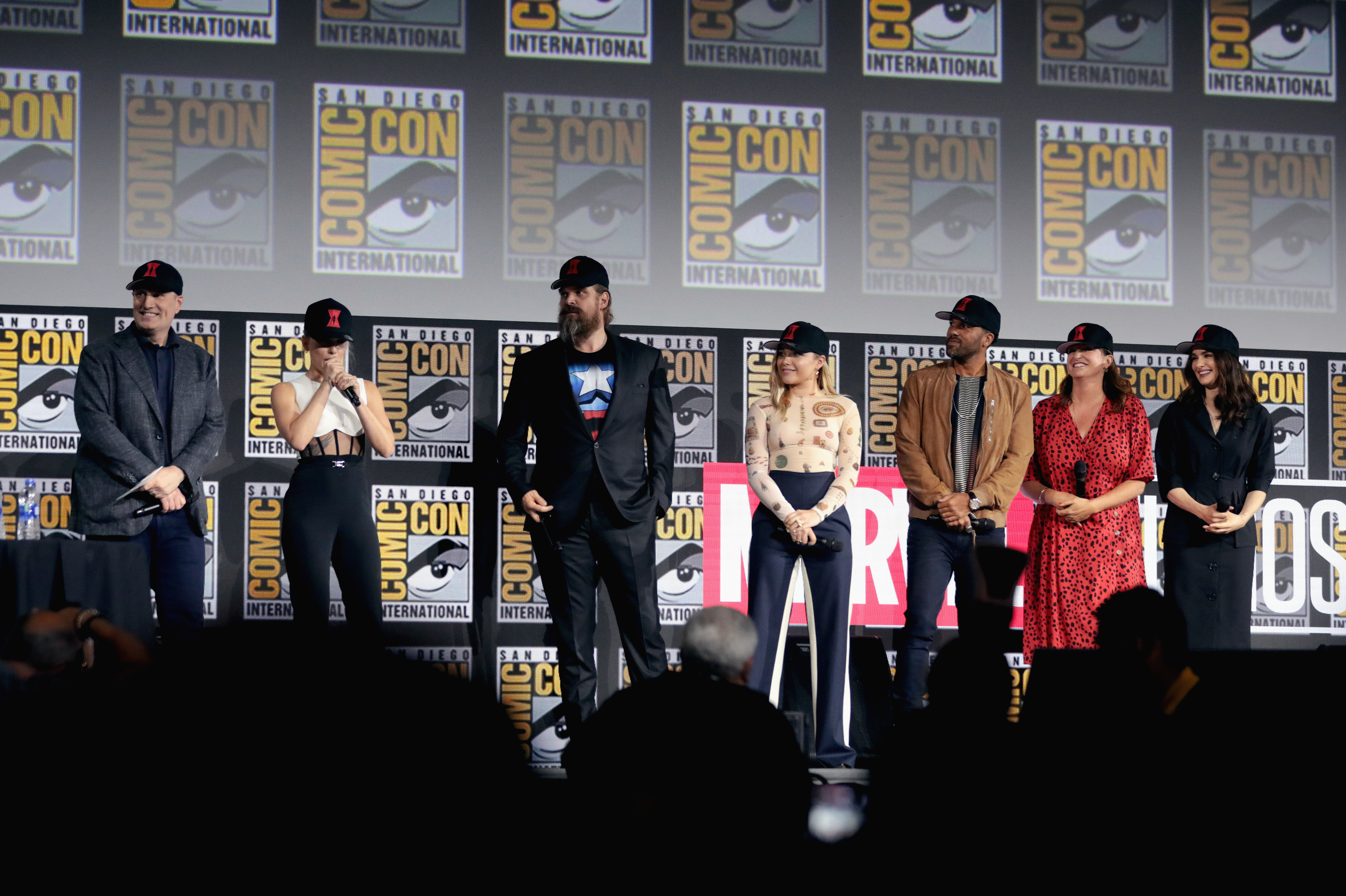
L'équipe du film lors de la San Diego Comic-Con de 2019.

- Scarlett Johansson (VF : Magali Rosenzweig ; VQ : Camille Cyr-Desmarais) : Natasha Romanoff / Black Widow
- Florence Pugh (VF : Kelly Marot ; VQ : Catherine Brunet) : Yelena Belova
- David Harbour (VF : Gilles Morvan ; VQ : Louis-Philippe Dandenault) : Alexei Shostakov / le Red Guardian
- Rachel Weisz (VF : Laura Préjean ; VQ : Marika Lhoumeau) : Melina Vostokoff
- Ray Winstone (VF : Vincent Grass ; VQ : Manuel Tadros) : général Dreykov, directeur de la Chambre Rouge
- O. T. Fagbenle (VF : Eilias Changuel ; VQ : Éric Bruneau) : Rick Mason (en)
- Olga Kurylenko (VF et VQ : elle-même) : Antonia Dreykov / Taskmaster
- William Hurt (VF : Féodor Atkine ; VQ : Jean-Marie Moncelet) : général Thaddeus « Thunderbolt » Ross, secrétaire d'État des États-Unis
- Ever Anderson (VF : Clara Quilichini ; VQ : Mali Paquin-Soutière) : Natasha Romanoff, enfant
- Violet McGraw (VF : Kaycie Chase ; VQ : Élia St-Pierre) : Yelena Belova, enfant
- Ryan Kiera Armstrong : Antonia Dreykov, enfant
- Olivier Richters (en) : Ursa Major
- Michelle Lee : Oksana
- Liani Samuel : Lerato
- Nanna Blondell (en) : Ingrid
- Jade Xu : Helen
- Julia Louis-Dreyfus (VF : Véronique Augereau ; VQ : Valérie Gagné) : Valentina Allegra de Fontaine, directrice de la CIA (caméo, scène post-générique, non créditée)
- Jeremy Renner (VF : Jérôme Pauwels ; VQ : Antoine Durand) : Clint Barton / Hawkeye (caméo vocal / scène d’archive du film Avengers / caméo photographique (scène post générique) - non crédité)
Version française
  - Studio de doublage : Dubbing Brothers
  - Direction artistique : Hervé Rey
  - Adaptation : Philippe Videcoq

## Production

### Genèse et développement

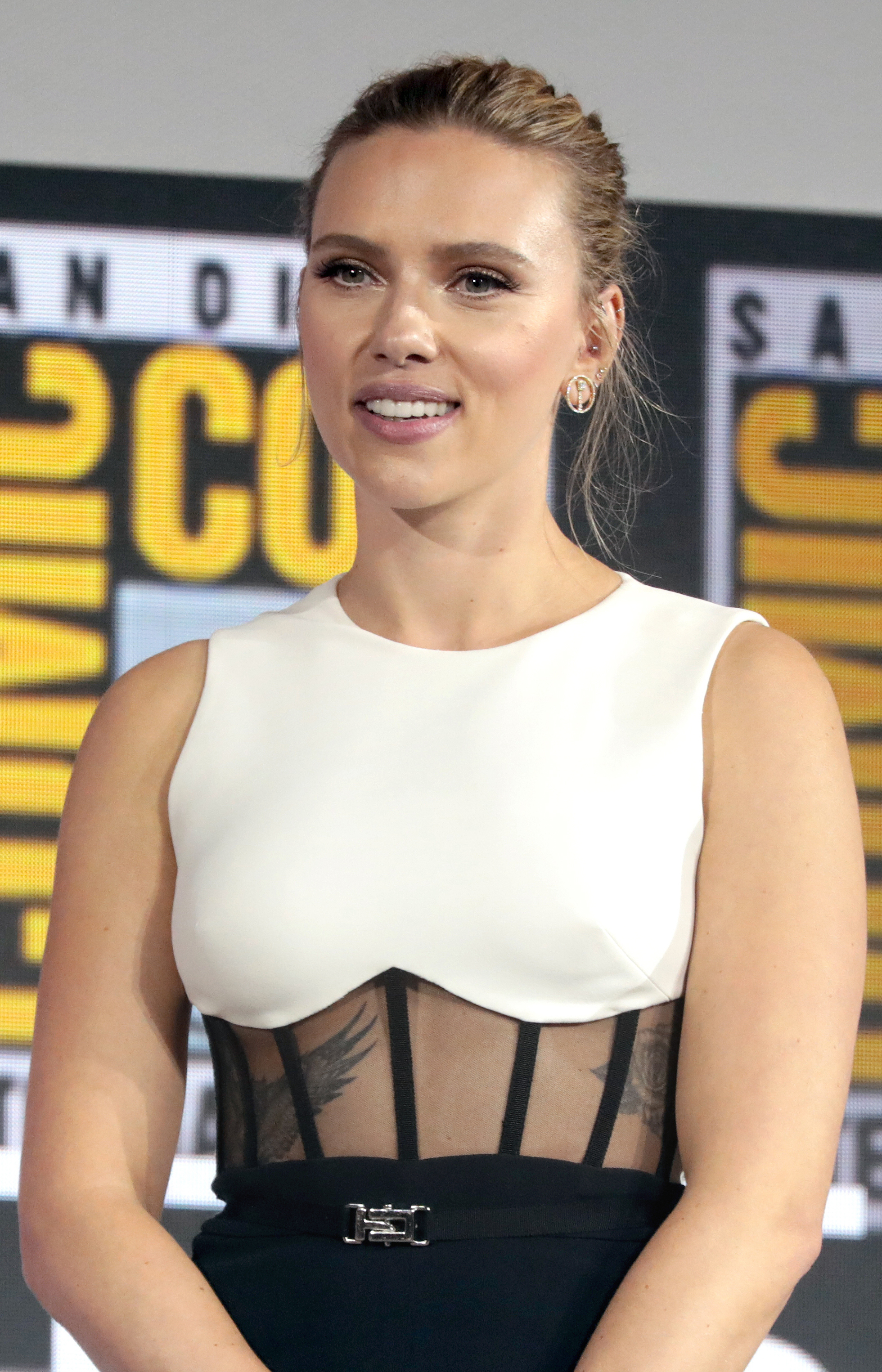
Scarlett Johansson, interprète de Natasha Romanoff depuis 2010.

En février 2004, le studio Lionsgate acquiert les droits d'adaptation du personnage de la Veuve noire de Marvel Comics. David Hayter rejoint alors le projet en tant que réalisateur et scénariste et Avi Arad est annoncé comme producteur. Néanmoins, le studio abandonne le projet en 2006 et Marvel Entertainment récupère les droits du personnage. Hayter et Marvel tentent alors de trouver un nouveau studio pour financer le projet, mais le réalisateur dévoilera n'avoir jamais trouvé un studio capable de prendre le film et le personnage au sérieux.
En 2008, Marvel Studios lance l'univers cinématographique Marvel et décide finalement d'introduire le personnage dans Iron Man 2, le troisième film de la série. Emily Blunt entre en discussion pour interpréter le personnage, mais est dans l'impossibilité de l'accepter, car elle est engagée sur un autre film, Les Voyages de Gulliver. Scarlett Johansson signe alors en mars 2009 un contrat pour interpréter la première incarnation du personnage, Natasha Romanoff, pour plusieurs films.
L'année suivante, Kevin Feige dévoile qu'il est en discussion avec Johansson pour un film centré sur la Veuve noire, mais que le studio préfère se concentrer sur le film Avengers avant. Néanmoins, après avoir joué dans Avengers, Johansson continue de reprendre le rôle dans plusieurs films de l'univers cinématographique, soit en tant que membre de la distribution d'ensemble, soit en tant que personnage secondaire, mais sans qu'aucun projet centré sur son personnage ne soit annoncé. Avec la sortie d'Avengers : L'Ère d'Ultron, l'actrice dévoile que le studio a revu son contrat pour qu'elle apparaisse dans plus de films, Marvel Studios n'ayant pas anticipé au départ le succès du personnage.
En 2014, Feige dévoile qu'il aimerait explorer le passé du personnage et qu'il y a eu des tentatives de développement pour un film centré sur lui, notamment par Nicole Perlman,. En avril de la même année, Johansson exprime son intérêt pour un film sur la Veuve noire et déclare qu'il pourrait être produit s'il y a une demande de la part du public. En juillet, David Hayter dévoile qu'il serait intéressé pour reprendre le projet. L'année suivante, Johansson parle du potentiel que pourrait avoir un film sur le personnage, mais déclare qu'elle trouve qu'il est pour le moment bien utilisé dans l'univers cinématographique. Lors de la promotion pour Captain America: Civil War, Feige précise qu'un film sur le personnage ne pourrait pas être produit avant plusieurs années à la suite des nombreux projets annoncés avant. Il précise néanmoins que Marvel Studios est engagé à le produire un jour.
Joss Whedon, réalisateur des deux premiers films sur les Avengers, déclare en juillet 2016 qu'il est ouvert à la réalisation d'un film sur le personnage. En octobre, Johansson dévoile qu'elle aimerait que le film soit une préquelle : « Vous pouvez la ramener en Russie. Vous pouvez explorer le programme des Black Widow. Il y a toutes sortes de choses que vous pourriez faire ». Elle précise néanmoins qu'elle ignore si elle sera capable de porter le costume encore très longtemps.

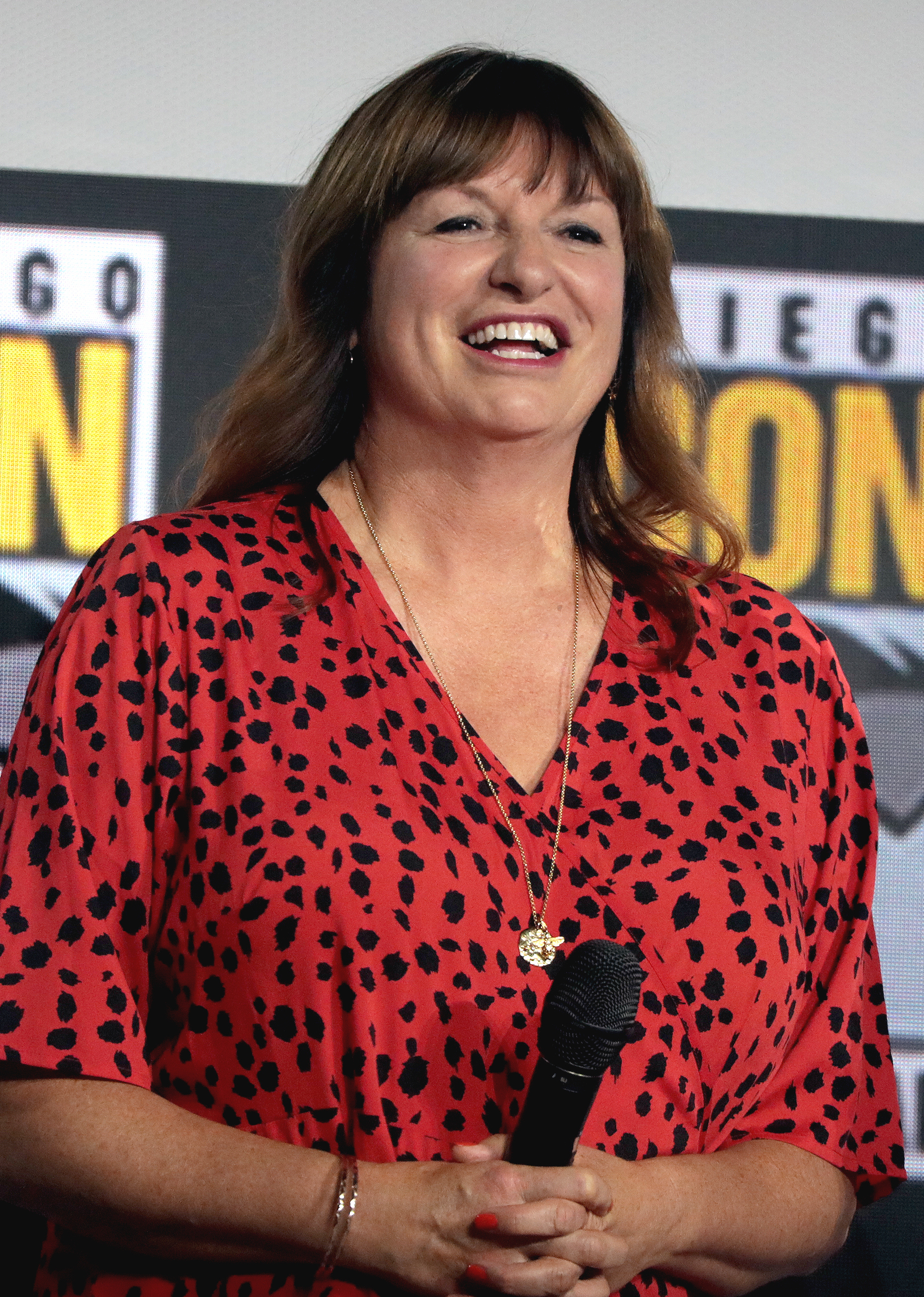
Cate Shortland, réalisatrice du film.

En 2017, Marvel Studios commence officiellement le développement du projet et commence à s'entretenir avec de potentiels scénaristes, dont Jac Schaeffer. Schaeffer rencontre Feige en décembre puis Johansson en février 2018. La même année, le studio commence à rencontrer des réalisatrices. Fin avril, plus de 65 réalisatrices ont passé des entretiens pour le film, incluant Deniz Gamze Ergüven, Chloé Zhao, Amma Asante et Lynn Shelton,. Lucrecia Martel fut également approchée, mais fut découragée en apprenant qu'elle ne serait pas chargée des scènes d'actions. Courant 2018, la liste de potentiels réalisatrice était réduites à 49 noms avec comme premiers choix : Asante, Cate Shortland, Maggie Betts, Mélanie Laurent et Kimberly Peirce. Johansson soutenait Shortland, ayant fortement apprécié son film Lore. Shortland signe officiellement en juillet 2018.

### Pré-production et attribution des rôles

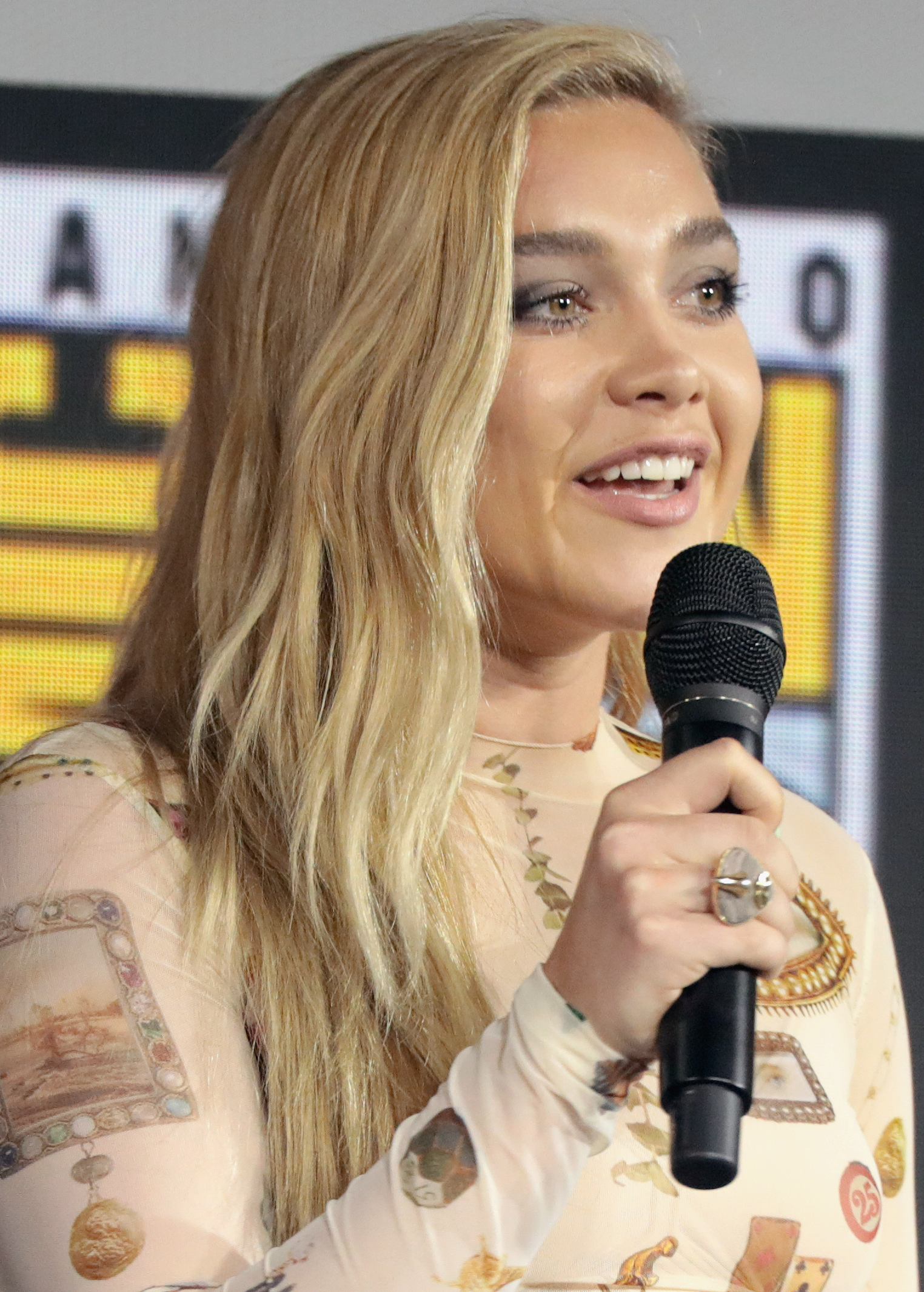
Florence Pugh, interprète de Yelena Belova.

En février 2019, Ned Benson est engagée pour retoucher le scénario en se basant sur celui de Jac Schaeffer. Parallèlement, Kevin Feige dévoile que, malgré les rumeurs, le film ne sera pas classé R (soit interdit moins de 17 ans non accompagnés d'un adulte),.
En mars 2019, Florence Pugh entre en négociation pour un rôle, dont il sera révélé plus tard qu'il s'agit de celui de Yelena Belova, la seconde incarnation de la Veuve noire. Marvel Studios était intéressé par Pugh depuis fin 2018, mais commence également à s'intéresser à d'autres actrices pour le rôle, dont Saoirse Ronan. Néanmoins, le studio retourne vers Pugh à la suite de sa performance remarquée dans Une famille sur le ring. L'actrice signe en avril en même temps que David Harbour, Rachel Weisz et O. T. Fagbenle.
Cate Shortland précise ensuite que le film ne raconterait pas les origines du personnage, mais se déroulerait entre les événements de Captain America: Civil War et Avengers: Infinity War. La réalisatrice confirme qu'il devrait également marquer la transition entre le personnage de Scarlett Johansson et celui de Pugh en tant que Veuve noire de l'univers cinématographique Marvel.

### Tournage
Le tournage commence le 28 mai 2019 en Norvège. La réalisatrice, Cate Shortland, voulait donner au film un côté très émouvant en tenant compte de l'histoire de Natasha. Pour cela, elle s'est inspirée de films comme Dragons (2010), No Country for Old Men (2007), et Thelma et Louise (1991), ainsi que de Captain America : Le Soldat de l'Hiver. Pour les scènes d'actions, elle s'est inspirée de plusieurs films de combat incluant une armée ou une milice, ce qui lui a permis d'imaginer des femmes dans ce genre de rôles et l'aider à concevoir cette idée dans le personnage de Black Widow. Initialement, Rob Hardy devait être chargé de la photographie, mais il fut remplacé par Gabriel Beristain. Début juin, le tournage se déplace aux Pinewood Studios, près de Londres. Le même mois, Ray Winstone rejoint la distribution pour le rôle du général Dreykov.

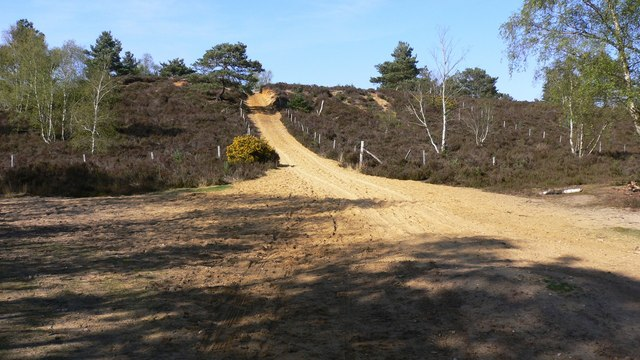
La réserve naturelle de Hankley Common, dans le comté de Surrey.

Mi-juillet, le tournage se déroule dans la réserve naturelle de Hankley Common dans le comté de Surrey, sous le titre de travail Blue Bayou. Le site a été choisi pour tourner une scène incluant une ferme russe, mais également un crash d'hélicoptère. Le Thursley Parish Council s'est opposé au tournage du film dans ce lieu, car il a démarré alors que la demande d'utilisation de Marvel Studios était encore en attente. Le même mois, le film est officiellement annoncé au San Diego Comic-Con et il est dévoilé qu'il sortira au printemps 2020. En août, le culturiste Olivier Richters rejoint la distribution du film. Plus tard, l'équipe des effets spéciaux s'est déplacée sur la plate-forme pétrolière Well-Safe Guardian, en Mer du Nord, afin d'effectuer une numérisation ainsi qu'une photographie texturée comme référence de travail. Le mois suivant, il est dévoilé que Robert Downey Jr. devrait faire une petite apparition en tant que Tony Stark dans le film, une première version du script incluant la dernière scène de Captain America: Civil War entre Stark et Romanoff.
Un total de 13 BMW X3 ont été utilisées pour créer la séquence de course-poursuite en voiture de Budapest impliquant Natasha Romanoff et Yelena Belova, l'équipe du film ayant désactivé le correcteur électronique de trajectoire et d'assistance à la sécurité afin de s'adapter au mieux au script. Le directeur de la deuxième unité, Darrin Prescott, a expliqué que l'équipe « remplaçait souvent le moteur ou arrachait complètement toute la carrosserie de la voiture et la reconstruisait à partir de zéro » dans l'objectif de créer des scènes d'action et des cascades spontanées et « originales ».
En septembre, le tournage s'est poursuivi à Macon en Géorgie. Des scènes ont également été tournées à Atlanta, Budapest et au Maroc. Des photos de tournages dévoilées en octobre révèlent que William Hurt reprend son rôle de Thaddeus Ross dans le film.

### Post-production
Le tournage se termine officiellement le 6 octobre 2019. En janvier 2019, il est dévoilé qu'Eric Pearson s'est occupé de ré-écrire le scénario du film, néanmoins Ned Benson et Jac Schaeffer sont crédités pour leur participation à l'écriture de l'histoire.
En avril 2021, après l'apparition de l'actrice Julia Louis-Dreyfus dans le rôle de Valentina de Fontaine dans la mini-série télévisée Falcon et le Soldat de l'Hiver, le magazine Vanity Fair dévoile qu'il était prévu à l'origine que l'actrice incarne le personnage pour la première fois dans le film. Néanmoins, la journaliste précise qu'il n'a pas été confirmé si son apparition dans Black Widow a été conservée à la suite des nombreux reports qui ont poussé Marvel Studios à revoir leurs plans. Le mois suivant, Cate Shortland a déclaré que le film était terminé depuis un an sans qu'aucune modification n'ait été effectuée malgré les reports de sortie. La sortie du film a révélé la présence d'Olga Kurylenko au sein de la distribution, cette dernière incarnant Antonia Dreykov / Taskmaster. Son implication a été volontairement exclue de la promotion du film afin de ne rien révéler au public.
Environ 320 plans d'effets spéciaux ont été réalisés par l'entreprise Digital Domain, le travail étant réparti entre les locaux de Los Angeles, Montréal et Vancouver, afin de réaliser la bataille finale ayant lieu dans la Chambre Rouge, qui apparaît comme une forteresse aérienne. Les acteurs ainsi que les cascadeurs ont été filmés dans une soufflerie, entourés de fonds bleus, tout en étant maintenus en l'air à l'aide de câbles et de bras mécaniques. Dave Hodgins, le superviseur des effets spéciaux, a déclaré : « Le rendu d'un nuage est facile à créer, mais le rendu de 100 nuages combiné a des dizaines de morceaux de débris de toutes tailles est très complexe. » Pour cela, une technique de virtualisation GPU a été utilisée pour créer la majeure partie de l'épave et des débris, permettant à l'équipe de gagner du temps.

## Musique
Albums de Lorne Balfe
Bad Boys for Life
(2020) Mission impossible 7
(2022)
Bandes originales de l'univers cinématographique Marvel
Spider-Man: Far From Home
(2019) Shang-Chi et la Légende des Dix Anneaux
(2021)
En janvier 2020, à la suite de la diffusion de la deuxième bande-annonce, il est révélé que la musique du film sera composée par le musicien français Alexandre Desplat, qui a notamment reçu deux Oscars pour son travail sur The Grand Budapest Hotel et La Forme de l'eau. Cependant, en mars 2020, il est annoncé que Lorne Balfe remplace Desplat à la composition de la musique, suite de la pandémie de Covid-19, empêchant un orchestre de se produire.
Une reprise de Smells Like Teen Spirit, de Nirvana, chantée par Malia J., accompagne le générique d'ouverture. American Pie, de Don McLean, et Cheap Thrills, de Sia, sont également présentes au cours du film.
Lorne Balfe a collaboré avec un orchestre de 118 musiciens et un chœur de 60 voix (40 hommes et 20 femmes) chantant des paroles adaptées de poèmes russes d'Alexandre Pouchkine, Léon Tolstoï et Mikhaïl Lermontov. Balfe a déclaré que la musique symbolique de l'Armée rouge figurait parmi ses inspirations, et il souhaitait retranscrire cette robustesse dans le personnage de Yelena Belova. Les instruments typiques russes comme les balalaïkas ont été évités, car ils ne correspondaient pas au film et ils auraient pu le faire tomber dans le cliché.
| Liste des titres | Liste des titres              | Liste des titres | Liste des titres | Liste des titres | Liste des titres | Liste des titres | Liste des titres | Liste des titres | Liste des titres |
| No               | Titre                         | Durée            |                  |                  |                  |                  |                  |                  |                  |
| ---------------- | ----------------------------- | ---------------- | ---------------- | ---------------- | ---------------- | ---------------- | ---------------- | ---------------- | ---------------- |
| 1.               | Natasha's Lullaby             | 3:24             |                  |                  |                  |                  |                  |                  |                  |
| 2.               | Latrodectus                   | 2:40             |                  |                  |                  |                  |                  |                  |                  |
| 3.               | Fireflies                     | 3:13             |                  |                  |                  |                  |                  |                  |                  |
| 4.               | The Pursuit                   | 2:53             |                  |                  |                  |                  |                  |                  |                  |
| 5.               | The First Bite Is the Deepest | 3:05             |                  |                  |                  |                  |                  |                  |                  |
| 6.               | Last Glimmer                  | 4:19             |                  |                  |                  |                  |                  |                  |                  |
| 7.               | Dreykov                       | 3:34             |                  |                  |                  |                  |                  |                  |                  |
| 8.               | You Don't Know Me             | 2:01             |                  |                  |                  |                  |                  |                  |                  |
| 9.               | Yelena Belova                 | 3:36             |                  |                  |                  |                  |                  |                  |                  |
| 10.              | From The Shadows              | 3:44             |                  |                  |                  |                  |                  |                  |                  |
| 11.              | Hand in Hand                  | 2:46             |                  |                  |                  |                  |                  |                  |                  |
| 12.              | Blood Ties                    | 2:54             |                  |                  |                  |                  |                  |                  |                  |
| 13.              | Whirlwind                     | 3:28             |                  |                  |                  |                  |                  |                  |                  |
| 14.              | Arise                         | 2:13             |                  |                  |                  |                  |                  |                  |                  |
| 15.              | Natasha's Fragments           | 1:55             |                  |                  |                  |                  |                  |                  |                  |
| 16.              | A Sister Says Goodbye         | 4:14             |                  |                  |                  |                  |                  |                  |                  |
| 17.              | I Can't Save Us               | 1:51             |                  |                  |                  |                  |                  |                  |                  |
| 18.              | Red Rising                    | 3:57             |                  |                  |                  |                  |                  |                  |                  |
| 19.              | The Betrayed                  | 5:38             |                  |                  |                  |                  |                  |                  |                  |
| 20.              | The Descent                   | 2:05             |                  |                  |                  |                  |                  |                  |                  |
| 21.              | Faces to the Sun              | 1:51             |                  |                  |                  |                  |                  |                  |                  |
| 22.              | Natasha Soars                 | 2:19             |                  |                  |                  |                  |                  |                  |                  |
| 23.              | Last Love                     | 1:59             |                  |                  |                  |                  |                  |                  |                  |
| 24.              | Into the Past                 | 4:55             |                  |                  |                  |                  |                  |                  |                  |
| 25.              | Broken Free                   | 3:09             |                  |                  |                  |                  |                  |                  |                  |
| 26.              | A Calling                     | 2:10             |                  |                  |                  |                  |                  |                  |                  |
| 1:14:33          |                               |                  |                  |                  |                  |                  |                  |                  |                  |

## Accueil

### Promotion
Le film a officiellement été annoncé au Comic-Con de San Diego de 2019, en présence de Kevin Feige, Cate Shortland et des membres de la distribution, en plus d'images des 30 premiers jours de production. Certaines de ces séquences ont été incluses dans la première bande-annonce sortie en décembre de la même année, plusieurs commentaires soulignant un ton de thriller d'espionnage et qualifiant le film de très attendu par les fans. Rachel Leishman, de chez The Mary Sue, a déclaré que voir une bande-annonce pour le film était émouvant, et a estimé que le placer entre Civil War et Infinity War permettrait au personnage d'évoluer dans une forme plus mature après avoir été présenté dans un rôle de soutien aux personnages masculins des précédents films. Scott Mendelson, de chez Forbes, a comparé l'histoire et le ton de la bande-annonce aux films Atomic Blonde, Red Sparrow, et Anna, mais il a estimé que Black Widow avait un avantage commercial sur ces films puisqu'il met en vedette un personnage familier. La bande-annonce finale du film a été dévoilée en mars 2020. Nicole Carpenter, de chez Polygon, a déclaré que la bande-annonce offrait un regard plus approfondi sur le film, tandis que Josh Weiss, de SyFy Wire, a souligné qu'elle privilégiait les moments calmes en plus des séquences d'action.
Alors que le film a été reporté en raison de la pandémie de Covid-19, l'équipe marketing a différencié la nouvelle campagne en présentant le costume blanc de Black Widow et en se concentrant sur son héritage en tant qu'Avenger. En septembre 2020, Barbie a sorti deux poupées consacrées à l'héroïne, présentant les tenues noires et blanches portées par Natasha Romanoff dans le film. Enfin, Marvel a publié une dernière bande-annonce en avril 2021.
Le 5 juillet 2021, Moneymaker: Behind the Black Widow, un documentaire inédit d'une demi-heure centré sur la doublure de Scarlett Johansson, Heidi Moneymaker, a été diffusé sur ESPN+ en lien avec la série E60. Un épisode de la série Les Légendes des Studios Marvel consacré à Black Widow est sorti le 7 juillet 2021 sur Disney+.

### Sortie

#### Cinéma etAccès premiumsur Disney+
Black Widow a été diffusé pour la première fois le 29 juin 2021 en avants-premières à Londres, Los Angeles, Melbourne et New York. Il est sorti en France le 7 juillet 2021 et aux États-Unis le 9 juillet, simultanément au cinéma et sur Disney+ en Accès Premium pour 30 $, mais également dans un total de 46 pays au cours de son premier week-end. Aux États-Unis, il a été projeté dans 4100 cinémas, dont 375 en IMAX, 1500 en 3D et 275 en D-Box, 4DX et ScreenX. Pour les projections IMAX, environ 22 minutes du film ont été adaptées au format. Les dates de sortie pour la Chine, Taïwan, l'Inde, certaines parties de l'Australie et de nombreuses régions d'Asie du Sud-Est et d'Amérique latine n'ont pas été fixées lors du week-end d'ouverture du film.
Initialement prévu pour le 29 avril 2020 en France et le 1er mai 2020 aux États-Unis, Disney annonce, le 17 mars 2020, le report du film en raison de la pandémie de Covid-19. La date de sortie du film Mourir peut attendre ayant été décalée d'avril 2020 à novembre 2020, de nombreuses rumeurs spéculant une modification de sortie d'autres films attendus, notamment Black Widow, ont commencé à émerger. Cependant, Disney a confirmé son intention de sortir le film en mai 2020 aux États-Unis, la publication d'une dernière bande-annonce la semaine suivante confirmant la sortie pour la même date. Finalement, au vu de la fermeture de nombreux cinémas à travers le monde, Disney a décidé de retirer le film de sa date de sortie en mai. Le 3 avril 2020, l'entreprise dévoile les nouvelles dates de sortie de tous ses films. Black Widow est alors repoussé au 6 novembre 2020 aux États-Unis, à la place des Éternels et le 28 octobre 2020 en France, entrainant un décalage de tous les autres films de la phase quatre.
En septembre 2020, il est annoncé que Disney envisagerait à nouveau de reprogrammer Black Widow en raison de l'échec commercial de Mulan en Chine. Plus tard dans le mois, la sortie est repoussée au 7 mai 2021, reprogrammant ainsi Les Éternels et Shang-Chi et la Légende des Dix Anneaux. En janvier 2021, Kevin Feige a déclaré qu'il espérait toujours que le film sorte au cinéma, tandis que Variety a dévoilé que Disney envisagerait de sortir le film directement sur Disney+. Début février, le PDG de The Walt Disney Company, Bob Chapek, a réaffirmé à son tour que Black Widow était destiné à être diffusé uniquement dans les salles de cinéma, la réouverture de certaines salles ayant lieu en particulier dans les grandes villes comme New York et Los Angeles. Le mois suivant, Chapek confirme que le film est toujours censé sortir en salles le 7 mai. Par la suite, il a déclaré que Disney pourrait prendre une décision de sortie de « dernière minute ».
Finalement, en mars 2021, le studio repousse une quatrième fois la sortie au 9 juillet 2021 et annonce que dans certains pays, il sera proposé au cinéma, mais également sur le service Disney+ en achat numérique via le programme Accès premium, comme Raya et le Dernier Dragon ou encore Cruella avant lui.

#### Conflit pour la rétribution des acteurs
Fin juillet 2021, l'actrice principale du film, Scarlett Johansson, annonce porter plainte contre Disney pour non-respect des termes de son contrat qui annonçait une diffusion exclusive au cinéma (ce qui n'est pas le cas avec la sortie simultanée sur Disney+), son salaire étant en effet, en partie indexé sur les résultats du box-office. Disney a par la suite répondu par une déclaration qualifiant le procès de « triste et pénible », déclarant qu'ils ne trouvaient « aucune justification à ce dépôt ». De plus, ils ont affirmé que le contrat avec l'actrice avait totalement été respecté.
L'agent de Scarlett Johansson, Bryan Lourd, et co-président de la Creative Artists Agency (CAA), a ensuite publié une déclaration attestant que Disney « accusait sans vergogne et faussement Mme Johansson d'être insensible à la pandémie mondiale de Covid-19 » et a accusé l'entreprise de « souiller l'art et les partenaires financiers » sur les bénéfices du streaming. Les associations Women in Film, ReFrame et Time's Up ont également publié une déclaration conjointe critiquant la réponse de Disney, la qualifiant d'« attaque contre les personnages sexualisés », et ont apporté leur soutien à l'actrice en affirmant leur « opposition à la récente déclaration de Disney qui tente de caractériser Johansson comme insensible ou égoïste pour avoir défendu ses droits commerciaux contractuels ». TheWrap a par la suite rapporté que Scarlett Johansson était « choquée par le ton » de la réponse de Disney, tandis que l'ancien PDG de Disney, Bob Iger, s'est dit être « troublé » par le procès.
Eriq Gardner, de chez The Hollywood Reporter, a estimé que le cas de Scarlett Johansson était « potentiellement faible » car les différends de ce type se déroulent généralement « dans des conditions privées », et qu'elle a été forcée de présenter une plainte pour ingérence délictuelle plutôt qu'une « rupture directe du contrat » en raison d'une clause présente dans ce dernier. Gardner a ajouté que la plainte déposée par l'actrice était contrée par le fait que Disney avait déjà retardé le film d'un an, car « ils ne voulaient pas attendre trop longtemps après la sortie d'Avengers: Endgame » pour sortir Black Widow alors que le MCU se dirigeait vers une nouvelle étape, le film présentant des nouveaux personnages clés comme Yelena Belova.
En août, Disney a déposé une requête pour déplacer le procès en arbitrage, citant que Black Widow avait dépassé les autres films du MCU lors de son week-end d'ouverture avec une « projection impressionnante à l'ère de la pandémie ». L'avocat de Scarlett Johansson, John Berlinski, a critiqué cette décision en la décrivant comme une tentative de Disney de « cacher son inconduite dans un arbitrage confidentiel », tout en qualifiant leurs réponses précédentes de misogynes. La poursuite a été réglée le mois suivant dans des conditions non divulguées, bien que Deadline Hollywood ait annoncé que Johansson recevrait plus de 40 millions de dollars de la part de Disney. Cette décision a été appliquée après que Disney ait choisi de sortir ses films suivants uniquement en salles à la suite du succès au box-office de Shang-Chi et la Légende des Dix Anneaux et de Free Guy, qui ont tous deux également bénéficié de sorties exclusives en salles. En novembre 2021, Johansson a déclaré qu'elle se sentait « très chanceuse que personne n'ait à vivre ce qu'elle a vécu » et pensait que le procès avait eu « un impact positif sur l'industrie et, espérons-le, sur la vie et les moyens de subsistance des artistes et des créatifs ».

### Accueil critique

#### France
En France, le film reçoit une critique mitigée, avec une note moyenne de 2,9/5. Le Monde et Libération lui accordent tous deux la note minimale, jugeant que le film est dénué d'originalité, d'intérêt et de qualité technique. Ainsi pour Écran Large, ce film signe un « Retour en arrière à tous les niveaux avec Black Widow, qui ressert une soupe tiède et sans saveur sous forme de compilation du pire de Marvel - intrigue plate, humour forcé, niaiserie surjouée et scènes d'action ternes. À ce niveau, c'est presque un fossile tant cette aventure arrive trop tard, et signe de tristes adieux pour un personnage trop souvent malmené ». La note moyenne des spectateurs s'élève, elle, à 3,3/5.

#### États-Unis
Aux États-Unis, le film reçoit de nombreuses critiques positives. En effet, sur Rotten Tomatoes, le film obtient une note d'approbation de 81% pour 404 critiques, avec une note moyenne de 7/10, la plupart des critiques s'accordant pour dire que les « thèmes profond de Black Widow sont noyés dans l'action, mais le film reste une aventure autonome divertissante complétée par un casting de qualité. ». Sur Metacritic, il obtient une note moyenne de 67 sur 100, basée sur 55 critiques, soulignant « des critiques généralement favorables ». Le public interrogé par CinemaScore a attribué au film une note moyenne de « A- » sur une échelle de A+ à F, tandis que PostTrak a rapporté que 88 % des membres du public lui ont attribué une note positive, 69 % d'entre eux déclarant qu'ils recommanderaient le film.
Owen Gleiberman, de chez Variety, craignait que Black Widow ne serait construit que de deux heures durant lesquelles Scarlett Johansson serait « une élégante combattant en tenue moulée », mais il a plutôt trouvé que le film était « beaucoup plus intéressant et absorbant » et qu'il « comporte juste assez de combats pour donner au public un sentiment d'en avoir pour son argent ». Brian Tallerico, de chez RogerEbert.com, a salué la performance de Florence Pugh.
David Rooney, de chez The Hollywood Reporter, a qualifié le film de « thriller d'espionnage qui s'éloigne du modèle classique de super-héros ». Il a également salué la performance du casting secondaire. Joshua Rivera, de chez Polygon, a décrit le film comme « un vent de fraîcheur pour le MCU ». Eric Kohn, de chez IndieWire, a donné au film la note B, qualifiant l'écriture de similaire à celle de Spider-Man: Homecoming et déclarant que « les enjeux relativement faibles aident à mettre en avant leur dynamique de mauvaise humeur, du moins chaque fois que le combat au corps à corps n'intervient pas. Heureusement, le film tient ses promesses, notamment lors d'une bagarre entre Black Widow et Taskmaster qui reflète chacun de ses mouvements. Si c'est la dernière fois que nous voyons Johansson rendre justice à ses assaillants avec une vélocité gymnastique, c'est un bel adieu. ».

### Box-office
Au 1er août 2021, Black Widow a rapporté 167,1 millions de dollars aux États-Unis et au Canada, ainsi que 176,5 millions de dollars dans le reste du monde, pour un montant total de 343,6 millions de dollars. Lors de son week-end d'ouverture, le film a rapporté 219,2 millions de dollars dans le monde, dont 80,4 millions de dollars au box-office national, 78,8 millions de dollars au box-office international et 60 millions de dollars grâce à Disney+. En juin 2021, Fandango a annoncé que Black Widow était le film qui avait réalisé le plus de préventes de l'année, surpassant d'autres films du MCU comme Doctor Strange et Spider-Man: Homecoming.
Lors de sa soirée d'ouverture, Black Widow a rapporté 39,5 millions de dollars, dont 13,2 millions grâce aux avant-premières du jeudi soir, qui était la meilleure soirée d'avant-première depuis le début de la pandémie de Covid-19. Au total, il a rapporté 80,4 millions de dollars pour son premier week-end d'exploitation. Il s'agit également de la plus grande ouverture au box-office depuis le début de la pandémie, dépassant Fast and Furious 9 (70 millions de dollars), et du meilleur week-end d'ouverture depuis Star Wars, épisode IX : L'Ascension de Skywalker. Lorsque les 80 millions de dollars rapportés grâce aux cinémas ont été combinés aux revenus de Disney+, il a été annoncé que Black Widow était le seul film à avoir dépassé les 100 millions de dollars pour un week-end d'ouverture depuis le début de la pandémie, et il s'agit de la troisième plus grande ouverture jamais enregistrée pour un film centré sur un seul personnage du MCU, derrière Black Panther (202 millions de dollars) et Captain Marvel (153,4 millions de dollars). Le film a dépassé les 100 millions de dollars au box-office national six jours après sa sortie.
Au cours de son deuxième week-end, le film a rapporté 25,8 millions de dollars, terminant deuxième derrière Space Jam : Nouvelle Ère. Sa baisse de 67% a marqué la plus forte baisse de la deuxième semaine d'exploitation pour un film du MCU, dépassant Ant-Man et la Guêpe (62%), ceci étant expliqué par sa sortie sur Disney+ ainsi que par sa disponibilité sur des plateformes de streaming illégales. Au cours de son troisième week-end, le film a gagné 11,6 millions de dollars supplémentaires et est devenu le film le plus rapide à atteindre les 150 millions de dollars de recettes brutes au box-office national pendant la pandémie. En juin 2021, Boxoffice Pro avait prévu que le film gagnerait, au total, entre 155 et 225 millions de dollars au box-office national. Le mois suivant, le site a revu ses prévisions à un total national de 205 à 310 millions de dollars en raison des préventes de billets et d'un accueil critique positif.
En dehors de l'Amérique du Nord, Black Widow a rapporté 78,8 millions de dollars lors de son week-end d'ouverture pour 46 marchés. Il s'agissait du film numéro un dans presque tous les pays où il était exploité, y compris les marchés de la région Asie-Pacifique, à l'exception du Japon, où il termine troisième, et de tous les marchés d'Amérique latine. Le film a réalisé le meilleur démarrage depuis le début de la pandémie sur 15 marchés européens. IMAX a rapporté 4,8 millions de dollars en provenance de 59 pays, dont 11 ont établi des records d'ouverture en période de pandémie. En Corée, la journée d'ouverture du film a réalisé le deuxième meilleur démarrage de 2021 avec 3,3 millions de dollars, et Hong Kong a eu les meilleurs résultats depuis le début de la pandémie avec 3,2 millions de dollars. Il réalise également la meilleure ouverture en Autriche, en République tchèque, au Qatar et en Slovaquie, tandis qu'en Arabie saoudite, le film a réalisé le meilleur démarrage pour une sortie Disney. C'était le film numéro un le jour de l'ouverture sur de nombreux autres marchés. Au 11 juillet 2021, les principaux marchés étaient la Corée (12,7 millions de dollars), le Royaume-Uni (9,7 millions de dollars) et la France (6,9 millions de dollars).
| Pays ou région    | Box-office        | Date d'arrêt du box-office | Nombre de semaines |
| ----------------- | ----------------- | -------------------------- | ------------------ |
| États-Unis Canada | 183 651 655 $     | 10 août 2021               | 4                  |
| Chine             |                   |                            |                    |
| France            | 1 664 277 entrées | 1er septembre 2021         | 8                  |
| Allemagne         | 754 280 entrées   | 2 septembre 2021           | 8                  |
| Italie            | 670 181 entrées   | 1er septembre 2021         | 8                  |
| Espagne           | 955 674 entrées   | 3 septembre 2021           | 8                  |
| Total mondial     | 379 631 351 $     | 3 septembre 2021           | 8                  |

## Distinctions
Entre 2021 et 2022, le film Black Widow a été sélectionné 46 fois dans diverses catégories et a remporté 12 récompenses.

### Récompenses
- Golden Trailer Awards : 
  - Meilleure bande annonce d'un film d'aventures
  - Meilleur spot TV pour un blockbuster estival
- Women's Image Network Awards : Meilleur film
- Hollywood Professional Association Awards : Meilleurs effets visuels pour David Hodgins, Hanzhi Tang, Ryan Duhaime, James Reid et Edmond Smith III (Digital Domain)
- People's Choice Awards : 
  - Meilleur film
  - Meilleure actrice pour Scarlett Johansson

### Nominations
- Golden Trailer Awards : 
  - Meilleure bande annonce d'un blockbuster estival
  - Meilleur poster
- Women's Image Network Awards : Meilleure actrice pour Scarlett Johansson
- Hollywood Music in Media Awards (en) : Meilleure musique pour Lorne Balfe
- Hollywood Professional Association Awards : Meilleurs effets visuels pour Sean Walker, Marvyn Young, Karl Rapley, Lily Lawrence et Timothy Walker (Weta Digital)
- People's Choice Awards : 
  - Meilleur film d'action
  - Meilleure actrice pour Florence Pugh
  - Meilleure actrice dans un film d'action pour :
    - Scarlett Johansson
    - Florence Pugh

## Documentaire
En mars 2021, Disney+ lance Marvel Studios : Rassemblement (Marvel Studios: Assembled), une série documentaire suivant les coulisses des productions de Marvel Studios. Un épisode centré sur Black Widow est proposé peu après la sortie du film. En plus de ce documentaire, un épisode de la docu-série Les Légendes des Studios Marvel est consacré à Natasha Romanoff.

## Futur
Florence Pugh reprend son rôle dans la série Disney+ Hawkeye, sa participation étant annoncée par la scène post-générique du film. En juin 2021, Cate Shortland a exprimé son intérêt pour la réalisation d'un autre film du MCU et a noté qu'une potentielle suite de Black Widow mettrait en vedette un personnage différent puisque Romanoff est morte dans le MCU actuel. Rachel Weisz a déclaré qu'elle serait intéressée par un futur scénario mettant en vedette Melina Vostokoff en explorant l'arc narratif autour d'Iron Maiden.